# Karl Friedrich Zöllner

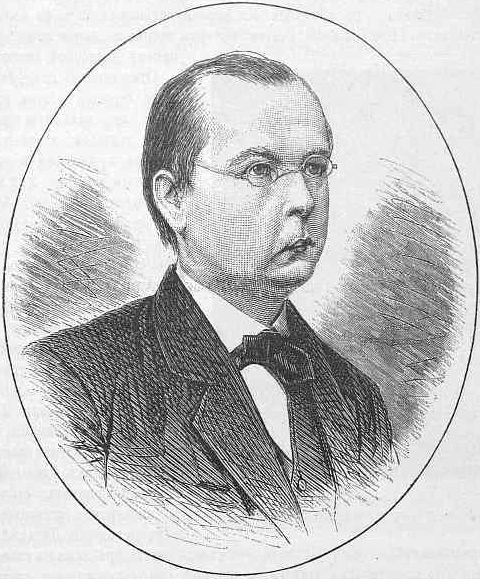
Johann Karl Friedrich Zöllner

Johann Karl Friedrich Zöllner (* 8. November 1834 in Berlin; † 25. April 1882 in Leipzig) war ein deutscher Physiker, Astronom und Spiritist.

## Leben und Werk
Zöllner studierte in Berlin und Basel Physik und Naturwissenschaften und wurde in Basel 1859 mit der Schrift Photometrische Untersuchungen, insbesondere über die Lichtentwickelung galvanisch glühender Plantindrähte promoviert. Ab 1862 arbeitete er in Leipzig und habilitierte sich 1865 an der dortigen Universität durch öffentliche Verteidigung seiner Dissertation Theorie der relativen Lichtstärken der Mondphasen. 1866 wurde er zum außerordentlichen und 1872 zum ordentlichen Professor der physikalischen Astronomie (Astrophysik) ernannt.

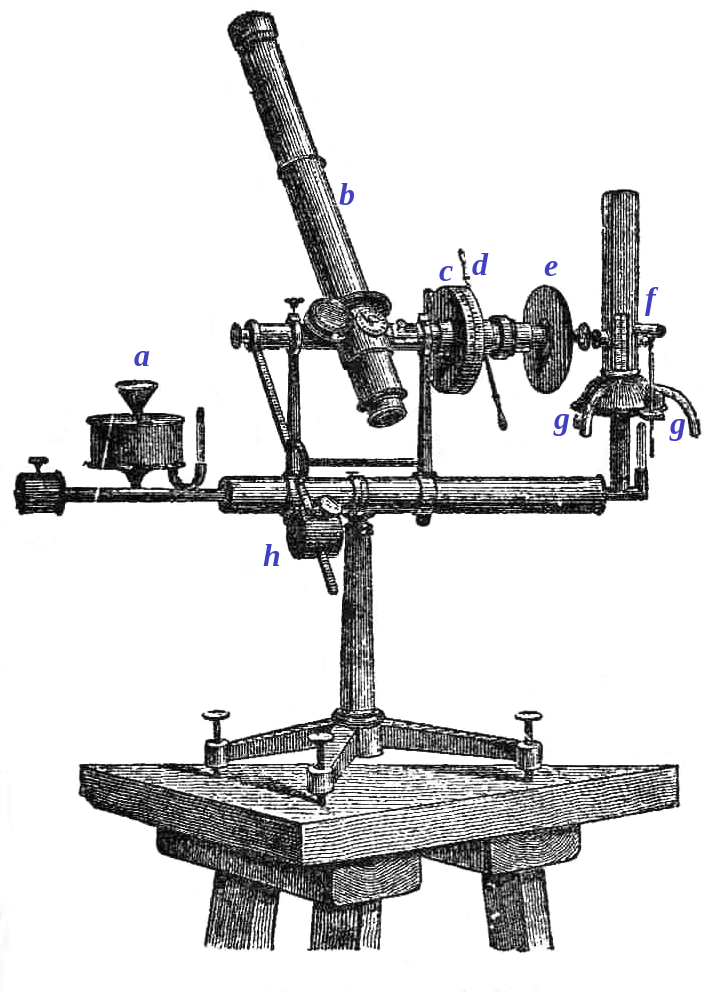
Zöllnersches Photometer

Zöllner arbeitete vor allem auf dem Gebiet der Photometrie. Hierfür konstruierte er auch ein Astrophotometer, das so genannte Zöllnersche Photometer. Erstmals beschrieben hatte er dieses Instrument in seinem Werk Grundzüge einer allgemeinen Photometrie des Himmels (Berlin 1861). Man misst damit das Licht und die Farbe der Himmelskörper. Darüber hinaus baute er spektroskopische Geräte zur Messung der Protuberanzen der Sonne und zur genaueren Lokalisierung der Spektrallinien. Schon 1860 beschrieb er die Zöllner-Täuschung.
Sein Lehramt in Leipzig eröffnete Zöllner mit einer Antrittsvorlesung „Über die universelle Bedeutung der mechanischen Prinzipien“ (1867). 1869 wurde er Mitglied der Königlich Sächsischen Gesellschaft der Wissenschaften.
Zöllner verfasste ein Werk Über die Natur der Kometen, Beiträge zur Geschichte und Theorie der Erkenntnis (Leipzig 1872), das nicht nur eine physikalische Theorie der Kometen enthält, sondern in Anlehnung an Immanuel Kant und Arthur Schopenhauer eine kritisch-philosophische Darstellung der Naturerkenntnis vermittelt. Er versuchte, ein einheitliches Naturgesetz der Physik zu begründen und leitete unter anderem die allgemeine Gravitation aus den elektrischen Grundkräften der Materie ab. Des Weiteren vertrat er im Anschluss an Hermann von Helmholtz die Auffassung, dass für die Physik eine Erweiterung vom dreidimensionalen zum vierdimensionalen Raum notwendig sei.
Im Jahr 1877 veranstaltete Zöllner etliche spiritistische Séancen (speziell mit Henry Slade), zu denen er auch andere bedeutende Wissenschaftler wie Gustav Theodor Fechner und Wilhelm Wundt einlud und über die er in den folgenden Jahren ausführliche Berichte veröffentlichte. Von diesen Sitzungen erhoffte er sich Beweise für die Existenz einer vierten Dimension, und er interpretierte scheinbare telekinetische Erscheinungen während der Sitzungen in diesem Sinne. Dies stieß auf scharfe Kritik und löste in seinen letzten Lebensjahren eine heftige Debatte aus, in deren Verlauf Zöllner von verschiedenen Seiten als geisteskrank bezeichnet wurde und er selbst antisemitische Ansichten äußerte. So war er 1880 einer der Initiatoren der sogenannten Antisemitenpetition an den deutschen Reichskanzler. Dessen ungeachtet wurden Leipzig und einige der dortigen Verlage nach den 1877/1878 durchgeführten Seancen Zöllners zum Zentrum einer regelrechten Spiritusmuswelle, die vorher nur im Bürgertum der Hansestädte leidlich etabliert war. Leipzig wurde so bereits im 19. Jahrhundert zur veritablen città occulta und Mittelpunkt des deutschen Spiritismus, der sich deutlich später als in der englischsprachigen Welt breiter etablierte.
Der Mondkrater Zöllner wurde nach ihm benannt.
Karl Friedrich Zöllner wurde im Ehrengrab der Universität Leipzig in der V. Abteilung des Neuen Johannisfriedhofs beerdigt.

## Schriften (Auswahl)
- Über Photometrie. In: Poggendorffs Annalen, 1857.
- Grundzüge einer allgemeinen Photometrie des Himmels. Mitscher & Röstell, Berlin 1861. (Digitalisat)
- Photometrische Untersuchungen. Engelmann, Leipzig 1865. (Digitalisat)
- Theorie des 4-dimensionalen Raumes. Leipzig 1867.
- Die Natur der Kometen. Leipzig 1870.
- Über den wissenschaftlichen Missbrauch der Vivisektion. Leipzig 1880.
- Wissenschaftliche Abhandlungen. Bd. 1–4. Leipzig 1878–1881. (Digitalisat Band 1), (Band 2,1), (Band 2,2), (Band 3), (Band 4)
- Beiträge zur deutschen Judenfrage mit akademischen Arabesken als Unterlagen zu einer Reform der deutschen Universitäten. Hrsg. und mit einer Einl. vers. von Moritz Wirth. Mutze, Leipzig 1894. Freimann-Sammlung Digitalisat
- Vierte Dimension und Okkultismus. Aus den “wissenschaftlichen Abhandlungen” ausgew. und hrsg. von Rudolf Tischner. Ed. Geheimes Wissen, Graz, 2008, ISBN 978-3-902677-45-7.